# チャップブーツ

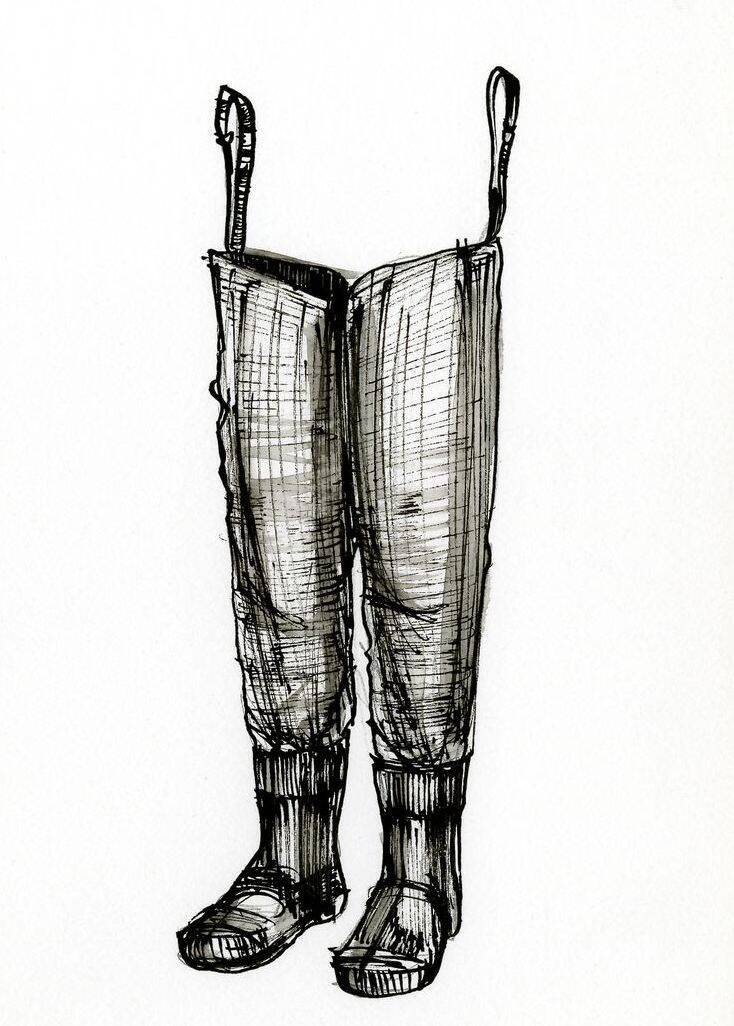
ストラップが付いた長いブーツのイラスト。ヒップブーツと説明されているが、ベルトに通すストラップが付いており、チャップブーツとしての特徴を備えている。

チャップブーツ (chap boots) は、履物の形態のひとつ。非常に長いブーツの一種で、脚部全体を覆い、股布（クロッチ）の高さまで達するものであり、体の外側の部分にはストラップが付いている。このストラップは、ループ状の部品がついており、これをベルトに通して、ブーツがズリ落ちないようにすることができる。このため、このブーツは、チャップスと似た機能をもつことになる。このようなブーツは、しばしばブーツフェティシズムの構成要素の一部とされることがある。
チャップブーツがストラップを通してベルトに吊り下げるものを指すのに対し、これに準じる長いブーツでありながらストラップで吊るすことをしないものはヒップブーツ (hip boots) と称するが、これらの用語は、同義で用いられることもあり、注意を要する。さらに、臀部は覆わず、股布（クロッチ）の高さまででとどまるものはクロッチ（ハイ）ブーツ (crotch (-high) boots)、太股の半ばまでの高さのものはサイハイブーツ (thigh-high boots) と呼ばれるが、これらの用語も、緩やかに意味が重なり合う形で使われることがある。

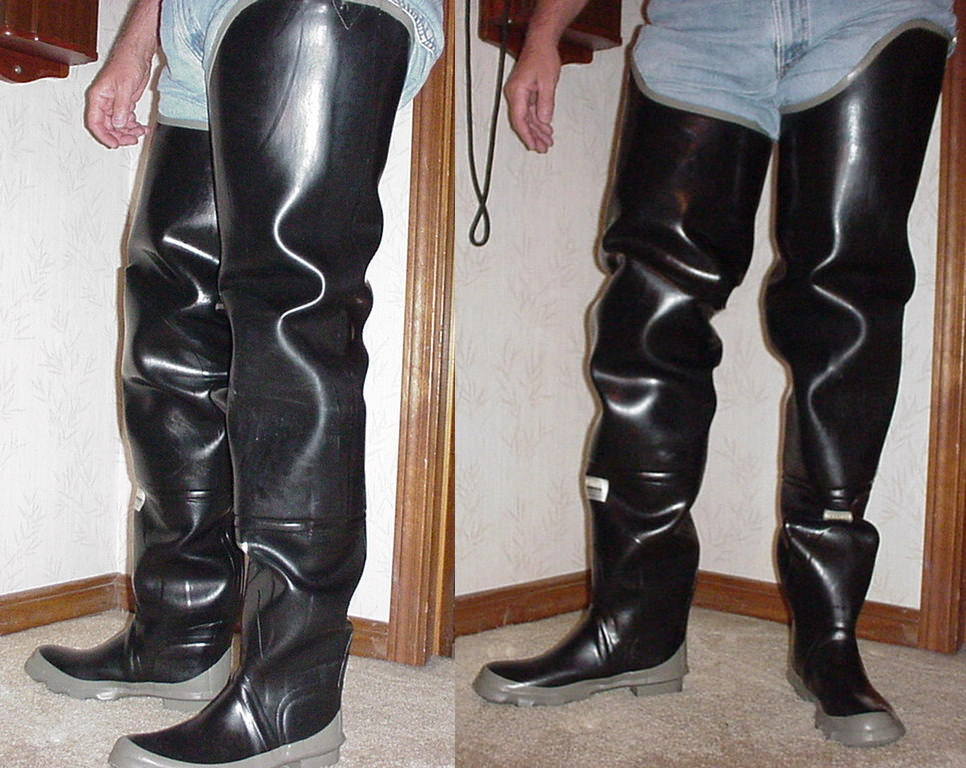
ストラップがない、ゴム製のヒップブーツ。